# مزدوجة حرارية
المزدوجة الحرارية هي مكون كهربائية تستخدم في قياس درجات الحرارة. لهذا النوع من قطع القياس أهمية كبيرة في قياس درجات حرارة عالية القيمة.

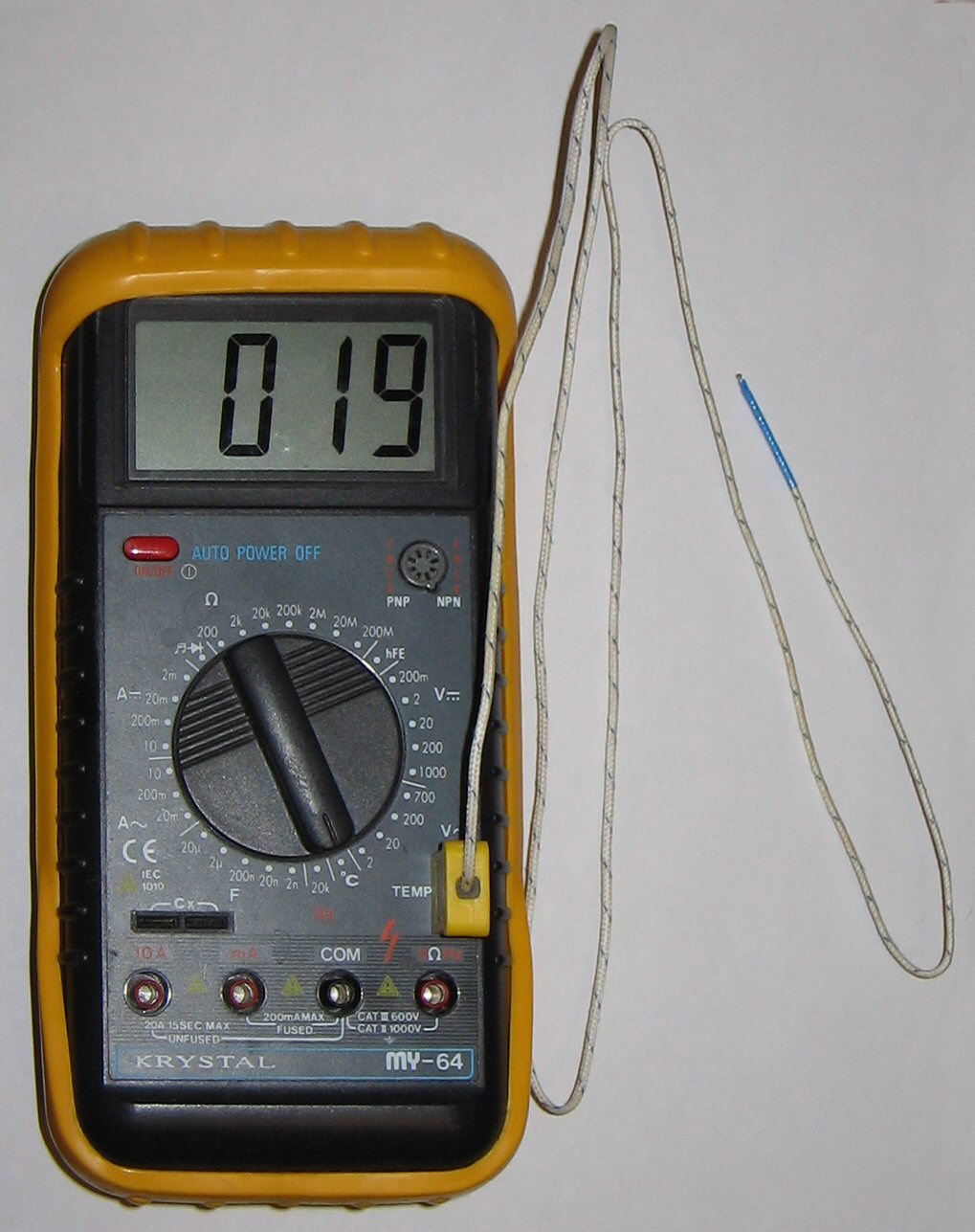
المزدوجة الحرارية (أخضر) موصول بجهاز القياس.يقيس هنا درجة حرارة الغرفة °C.

من حيث المبدأ، تقوم المزدوجة الحرارية بإنتاج الطاقة الكهربائية من الحرارة عند فرق درجة الحرارة على طول الموصل الكهربائي. يسمى الجهد الكهربائي الذي يحدث في الأطراف الأخرى للموصلين المعدنية بالجهد الحراري الكهربائي. وهو صغير نسبيًا ويقع في نطاق بضعة 10 ميكروفولت لكل 1 درجة مئوية من فرق درجة الحرارة. حتى مع وجود فروق درجات حرارة عالية تزيد عن 1000 درجة مئوية ومواد مختارة ذات  كفاءة عالية، فإن الفولتية الكهربائية التي يمكن تحقيقها أقل من أو في حدود 0.1 فولت. تشكل العديد من أجهزة قياس الحرارة المتصلة على التوالي سلسلة أجهزة قياس الحرارة، والتي توفر جهدًا كهربائيًا متناسب مع  عدد المزدوجات الحرارية المستخدمة.
من ميزاتها: كلفة التصنيع المنخفضة والتصميم القوي وسهولة الاستعمال خاصة عند استخدامها في أنظمة قياسية معقدة ومتغيرة.

## طريقة العمل

رمز المزدوجة الحرارية في مخططات الدوائر الكهربية مع الإشارة إلى القطبية أو تحديد القطب السالب بخط سميك.

تتألف المزدوجة من معدنين مختلفين متصلين (ملتحمان) ببعضهما البعض عند طرف المزدوجة.
عند حدوث اختلاف حراري في طرف المزدوجة الذي يحوي بدوره طرفي المعدنين المختلفين، يتكوّن  جهد كهربائي تناسبي للحرارة المارّة في كل من الفلزين، ويسير تيار. فكلما زادت حرارة المزدوجة  تولّد تيار كهربائي أكبر.
و بهذا تمرّر المزدوجة الحرارية عند طرفها الملتحم تيارا كهربائيا يمكن قياسه وتعيين درجة الحف المزدوجة. 
يقوم مكوّن إلكتروني بقياس هذا الجهد الموّلد،  أو التيار المتولد ويحوّل قيمته حسب الحاجة إلى قيمة حرارية تظهر على شاشة عرض، أو تمرر القيمة إلى مكوّن آخر لاستعمالها في عداد قياس قياس أخر .

## الخلفية العلمية
الخلفية العلمية لطريقة العمل تعتمد على معامل سيبك الذي إكتشفه العالم الألماني توماس سيبك.
عندما تتغيّر حرارة معدن ما، تتحرك إلكتروناته بطريقة أسرع. وعند اختلاف سرعة الإلكترونات في المعدنين المتصلين ببعضهما البعض في المزدوجة الحرارية، تتداخل الإلكترونات ببعضها حيث التقاء المعدنين. وهنا يحصل فائض إلكترونات في جهة، ونقص إلكترونات في الجهة الأخرى.
هذا الاختلاف يولّد تيارا كهربائيا متعلق إذا بنوع المعدنين من جهة، ومن الحرارة من جهة أخرى. ويسمى هذا التيار بالتيار الكهرو-حراري“. يتم إيصال هذين التيارين بلوحة إلكترونية حيث يتم قياس فرق التيارين بال „ميكرو فولت“ اعتمادا على فرق حراري قيمته واحد كلفن „1 Kelvin“. فتكون قيمة التيار الكهرو-حراري بال ميكروفولت كل 1 كيلفن فرق حرارة.

## قيم بعض المعادن المستخدمة في المزدوجات الحرارية
```
(µV/1K)
```

سيليزيوم +448
نيكل كروم +22
حديد +18
نحاس +7.5
الفضة +7.3

## ايجابيات المزدوجة الحرارية
-سهولة التصنيع.
-مجال قياسي واسع للحرارة.
-ليس بحاجة إلى مصدر طاقة خارجي للتشغيل.
-لا يعتمد على نوع معين من الأسلاك.
-عدم تأثير مقاومة الأسلاك المستعملة على نوعية القياس.

## سلبيات المزدوجة الحرارية
-صغر قيم التيار الكهرو-حراري المتم توليده،
-صعوبة في تصحيح قيمة الخطأ في القياس،
-صعوبة في تلحيم الأسلاك المكونة من المعادن المذكورة آنفا،
-خطورة أن تأخذ الأوساخ أو الصدأ مكانا لها بين الجسم المراد قياسه وبين المزدوجة، فتتأثر القيمة المقاسة.

## تطبيقات
على الرغم من صغر كمية التيار والجهد الناشئان عن المزدوج الحراري إلا أن تطور التكنولوجيا جعل منها تطبيقا فعالا في مجال المولدات الكهروحرارية وبقدرات مقبولة تصل إلى كيلووات. تستخدم هذه المولدات في خطوط نقل الغاز والنفط حيث يمرر جزء من الوقود المنقول عبر أنابيب فرعية ليحترق ويقوم بتسخين عدة آلاف من المزدوجات الحرارية الموصلة توصيلا مركبا (مجموعات على التوالي ثم التوازي). يفاد من هذه المولدات في المناطق النائية والتي لا يتناسب معها مولدات اعتيادية أو خلايا شمسية.
تطبيق اخر على المزدوج الحراري وهو قياس درجات الحرارة باستخدام جداول التحويل الخاصة بحسب أنواع المزدوجات. في القياسات الحديثة أصبحت الإلكترونيات الرقمية تسمح بتخزين هذه الجداول في قاعدة بيانات وعملية معالجة رقمية مباشرة كما في أجهزة قياس الحرارة الرقمية.